# Creve Coeur (Illinois)
Creve Coeur is een plaats (village) in de Amerikaanse staat Illinois, en valt bestuurlijk gezien onder Tazewell County.

## Demografie
Bij de volkstelling in 2000 werd het aantal inwoners vastgesteld op 5448. In 2006 is het aantal inwoners door het United States Census Bureau geschat op 5233, een daling van 215 (-3,9%).

## Geografie
Volgens het United States Census Bureau beslaat de plaats een oppervlakte van 11,5 km², waarvan 10,5 km² land en 1,0 km² water.

## Plaatsen in de nabije omgeving
De onderstaande figuur toont nabijgelegen plaatsen in een straal van 8 km rond Creve Coeur.